# Байлсма, Дэн
Дэн Байлсма (13 сентября 1970, Гранд-Хейвен, Мичиган, США) — бывший профессиональный американский хоккеист выступавший за клубы НХЛ «Лос-Анджелес Кингз» и «Анахайм Майти Дакс». После завершения игровой карьеры работал главным тренером клуба НХЛ «Питтсбург Пингвинз» и «Баффало Сейбрз»,
руководил сборной США на Олимпиаде 2014.

## Биография

### Игровая карьера
На драфте 1989 года был выбран клубом «Виннипег Джетс» 6-м раунде под 109 номером, но так и не провёл за них не единой игры. В 1994 подписал контракт с «Лос-Анджелес Кингз». Несмотря на то, что игрок провел в системе клуба 6 лет стать важным игроком для «королей» ему не удалось. Более того игроку часто приходилось выступать за фарм-клубы «Лос-Анджелеса». Летом 2000 года Байлсма на правах свободного агента перешёл в «Анахайм Майти Дакс», где стал альтернативным капитаном. Наивысшим достижением в качестве игрока для него стало участие в финале Кубка Стэнли 2003. После сезона 2003/04, который из-за травм завершился для игрока досрочно, Байлсма завершил свои выступления. Из-за отсутствующих ярко выраженных игровых навыков его главной задачей на льду всегда было «убийство игрового времени» в меньшинстве.

### Тренерская карьера
Начав тренерскую работу, Байлсма поочерёдно успел поработать помощником главного тренера в клубе АХЛ «Цинциннати Майти Дакс» (2004/05), затем в «Нью-Йорк Айлендерс» (2005/06). Затем он перешёл в «Уилкс-Барре/Скрэнтон Пингвинз» на аналогичную должность, где после двух полных сезонов (2006-2008) занял место уже главного тренера.
16 февраля 2009 года за 25 матчей до конца регулярного чемпионата был назначен исполняющим обязанности главного тренера «Питтсбург Пингвинз» . После удачного завершения «регулярки», когда было одержано 18 побед в 25 играх, Байлсма был утвержден в должности главного тренера «пингвинов» . А уже 12 июня 2009 года он, будучи на тот момент самым молодым тренером в НХЛ, привел «Питтсбург Пингвинз» к третьему в истории Кубку Стэнли. Оппонентом в той финальной серии был Майк Бэбкок, под руководством которого он будучи игроком сам играл в финале кубка Стэнли 2003.
По итогам сезона 2010/11 признан лучшим тренером, во многом за то, что сумел вывести «Питтсбург Пингвинз» в плей-офф несмотря на тяжелые травмы у двух лидеров команды Евгения Малкина и Сидни Кросби.
28 июня 2013 года назначен главным тренером сборной США для участия в Олимпийских играх 2014 . На самих играх национальная команда ограничилась только 4-м местом.
6 июня 2014 года, новый генеральный менеджер «Питтсбург Пингвинз» Джим Рутерфорд уволил Дэна Байсму c поста главного тренера . После чемпионского 2009 года, «Питтсбург» под руководством Байлсмы смог выиграть всего 4 серии плей-офф из 9 в период с 2010 по 2014 годы .

## Статистика

### Как игрока
```
                                  --- Regular Season ---  ---- Playoffs ----
Season   Team                        Lge    GP    G    A  Pts  PIM  GP   G   A Pts PIM
--------------------------------------------------------------------------------------
1988-89  Bowling Green State Unive   CCHA   39    4    7   11   16
1989-90  Bowling Green State Unive   CCHA   44   13   17   30   32
1990-91  Bowling Green State Unive   CCHA   40    9   12   21   48
1991-92  Bowling Green State Unive   CCHA   34   11   14   25   24
1992-93  Rochester Americans         AHL     2    0    1    1    0  --  --  --  --  --
1992-93  Greensboro Monarchs         ECHL   60   25   35   60   66   1   0   1   1  10
1993-94  Moncton Hawks               AHL    50   12   16   28   25  21   3   4   7  31
1993-94  Albany River Rats           AHL     3    0    1    1    2  --  --  --  --  --
1993-94  Greensboro Monarchs         ECHL   25   14   16   30   52  --  --  --  --  --
1994-95  Phoenix Roadrunners         IHL    81   19   23   42   41   9   4   4   8   4
1995-96  Los Angeles Kings           NHL     4    0    0    0    0  --  --  --  --  --
1995-96  Phoenix Roadrunners         IHL    78   22   20   42   48   4   1   0   1   2
1996-97  Los Angeles Kings           NHL    79    3    6    9   32  --  --  --  --  --
1997-98  Los Angeles Kings           NHL    65    3    9   12   33   2   0   0   0   0
1997-98  Long Beach Ice Dogs         IHL     8    2    3    5    0  --  --  --  --  --
1998-99  Los Angeles Kings           NHL     8    0    0    0    2  --  --  --  --  --
1998-99  Long Beach Ice Dogs         IHL    58   10    8   18   53   4   0   0   0   8
1998-99  Springfield Falcons         AHL     2    0    2    2    2  --  --  --  --  --
1999-00  Los Angeles Kings           NHL    64    3    6    9   55   3   0   0   0   0
1999-00  Long Beach Ice Dogs         IHL     6    0    3    3    2  --  --  --  --  --
1999-00  Lowell Lock Monsters        AHL     2    1    1    2    2  --  --  --  --  --
2000-01  Anaheim Mighty Ducks        NHL    82    1    9   10   22  --  --  --  --  --
2001-02  Anaheim Mighty Ducks        NHL    77    8    9   17   28  --  --  --  --  --
2002-03  Anaheim Mighty Ducks        NHL    39    1    4    5   12  11   0   1   1   2
2003-04  Anaheim Mighty Ducks        NHL    11    0    0    0    0  --  --  --  --  --
2003-04  Cincinnati Mighty Ducks     AHL    36    3    3    6   53   8   1   1   2   4
--------------------------------------------------------------------------------------
         NHL Totals                        429   19   43   62  184  16   0   1   1   2

```

### Как тренера (только НХЛ)
```
  
Сезон  -  Команда     -      Лига - Должность - И - В - П - ПО -  %П  - Результат
------------------------------------------------------------------------------------------------------
2008-09 Питтсбург Пингвинз	NHL	Главный тренер  25  18   3  4   0.800  Победа в Кубке Стэнли
2009-10	Питтсбург Пингвинз	NHL	Главный тренер	82  47	28	7	0.616  Поражение во 2-м раунде
2010-11	Питтсбург Пингвинз	NHL	Главный тренер	82  49  25	8	0.646  Поражение в 1-м раунде
2011-12	Питтсбург Пингвинз	NHL	Главный тренер	82  51	25	6	0.659  Поражение в 1-м раунде
2012-13	Питтсбург Пингвинз	NHL	Главный тренер	48  36	12	0	0.750  Поражение в 3-м раунде
2013-14	Питтсбург Пингвинз	NHL	Главный тренер	82  51	24	7	0.665  Поражение во 2-м раунде (уволен)

```

## Достижения в качестве тренера
- Обладатель Кубка Стэнли 2009
- Обладатель Джек Адамс Эворд 2011